# Gennadi Korotkov
Gennadi Petróvich Korotkov (en ruso: Геннадий Петрович Коротков; Gavrílov-Yam, Imperio ruso, 6 de agostojul./ 18 de agosto de 1898greg. – Vorónezh, Unión Soviética, 23 de noviembre de 1982) fue un oficial militar soviético que combatió durante la Segunda Guerra Mundial en las filas del Ejército Rojo, donde alcanzó el grado militar de teniente general (1943). Durante la guerra comandó varios ejércitos durante las campañas en Leningrado y los Países Bálticos.

## Biografía

### Infancia y juventud
Gennadi Korotkov nació el 18 de agosto de 1898 en la ciudad de Gavrílov-Yam, en la gobernación de Yaroslavl —entonces parte del Imperio ruso, actualmente ubicada en la óblast de Yaroslavl en Rusia—. En el seno de una familia de trabajadores rusos. En diciembre de 1914 comenzó a trabajar como chico de los recados en la fábrica de tejidos Lokalov en Gavrílov-Yam y desde diciembre de 1915 trabajó como peón en la fábrica Maslennikov y Kuznetsov en Yaroslavl.
Fue reclutado en el Ejército Imperial ruso en agosto de 1916 durante la Primera Guerra Mundial y alistado en las filas del 203.º Regimiento de Infantería de Reserva en Oriol. Ese mismo año se graduó en el destacamento de entrenamiento del regimiento y luego comandó un pelotón del mismo regimiento, alcanzando el rango de suboficial superior.

### Guerra civil rusa

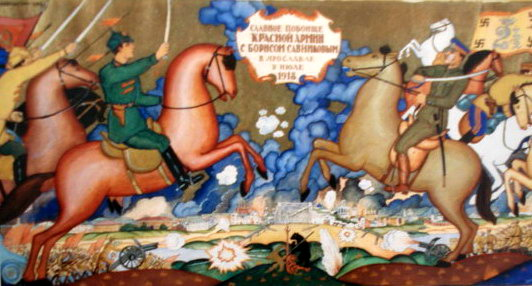
«La gloriosa batalla del Ejército Rojo contra Borís Sávinkov en Yaroslavl en julio de 1918». Lubok, 1926

Durante la guerra civil rusa, se unió al destacamento de la Guardia Roja de Mtsensk en octubre de 1917, donde fue nombrado comandante de pelotón. Con el destacamento participó en el desarme de los junkers y cadetes en Oriol. En febrero de 1918, el destacamento se reorganizó en el 1.er Regimiento Soviético de la Guardia Roja del Ejército Rojo. Ese mismo mes fue enviado a realizar unos cursos de instructor en Yaroslavl y, después de graduarse, permaneció en los cursos para volver a capacitar a los antiguos oficiales del ejército imperial. Del 6 al 21 de julio de 1918, como parte de un destacamento de cadetes de los cursos, participó en la represión del alzamiento de Yaroslavl. Después de la disolución de los cursos en agosto de 1918, fue asignado al 7.º Regimiento de Fusileros de Yaroslavl. En diciembre se dirigió con el regimiento al Frente Noroeste, donde luchó como comandante de pelotón y compañía.
En abril de 1919 fue enviado a los cursos de infantería para comandantes del Ejército Rojo de Novgorod. Durante sus estudios, viajó dos veces con un destacamento de cadetes al Frente de Petrogrado, donde participó en batallas contra las tropas del general blanco Nikolái Yudénich en las zonas de Strelna, Ligovo, Gátchina, Púlkovo, Yamburg. Después de graduarse en los cursos en octubre de 1919, fue al Frente Sur con el 7.º Regimiento de Fusileros de Yaroslavl, donde luchó contra el ejército del general Pior Wrangel como comandante de un pelotón y luego de compañía de cadetes. En una batalla cerca de Tokmak fue capturado por los blancos. Pasó 23 días en cautiverio antes de escapar.
A partir de julio de 1920 luchó como comandante de compañía y batallón en el 337.º Regimiento de Fusileros de la 42.ª División de Fusileros, con la que participó en las batallas contra los Dashnaks en la Transcáucasia entre septiembre y noviembre de 1920, y contra los Majnóvschina en Ucrania. Ese mismo año, en una batalla cerca de Andreyevka, fue capturado por los majnóvistas pero escapó dos días después.
Desde marzo de 1921, Korotkov estuvo al mando de una compañía del 126.º Regimiento de la Reserva de Personal de Mando en Mozdok. Después de la disolución del regimiento, fue enviado a servir a servir en el mismo puesto en el 21.º Regimiento de Fusileros de la 20.ª División de Fusileros en Projladnaya (cerca de Járkov).

### Periodo de entreguerras
Después de la guerra, en noviembre de 1921, fue enviado a estudiar a la Escuela Militar Superior Combinada de Kiev. Después de graduarse en agosto de 1923, continuó sirviendo en la 5.ª Escuela de Infantería de Kiev sucesivamente como comandante de pelotón, comandante asistente de compañía, jefe del destacamento de ametralladoras y comandante en funciones de una compañía de estudiantes.
En diciembre de 1926, después de haber completado cursos de ametralladora, fue nombrado comandante asistente de batallón en el 21.º Regimiento de Fusileros de la 7.ª División de Fusileros de Chernigov del Distrito Militar de Ucrania en Romny. En enero de 1929 fue trasladado al Distrito Militar de Asia Central (SAVO) como comandante de batallón del 7.º Regimiento de Fusileros de Montaña del Turquestán de la 3.ª División de Fusileros del Turquestán en Chardzhou. En noviembre de 1931 fue trasladado a Termez para convertirse en jefe de la escuela de regimiento del 15.º Regimiento de Fusileros de Montaña. Posteriormente, en diciembre de 1931. sirvió en el 3.er Regimiento de Fusileros de Montaña de la 1.ª División de Fusileros de Montaña del Turquestán en Asjabad como jefe de suministro de municiones del regimiento, y desde abril de 1933, como jefe de Estado Mayor del regimiento. Permaneció en este puesto hasta febrero de 1936 cuando comenzó a estudiar en el Curso Superior de Fusileros y Perfeccionamiento Táctico para Comandantes de Infantería del Ejército Rojo —conocidos como Cursos Vystrel—, graduándose en junio de ese mismo año.
Desde julio de 1937 se desempeñó en la sede del distrito como jefe de la sección de capacitación de los Cursos de Perfeccionamiento para Personal del Comando de Reserva del distrito y subjefe del segundo departamento del Estado Mayor. De octubre de 1938 a mayo de 1939 completó los Cursos de Perfeccionamiento para el Personal de Mando en la Academia del Estado Mayor. Después de graduarse, fue nombrado comandante del 150.º Regimiento de Fusileros de Montaña de la 83.ª División de Fusileros de Montaña (rebautizada como 1.º Turquestán) del Distrito Militar de Asia Central. Desde mayo de 1940, el entonces coronel Korotkov, se desempeñó como subcomandante de la 194.ª División de Fusileros y en marzo de 1941 fue nombrado comandante de la 238.ª División de Fusileros.

### Segunda Guerra Mundial

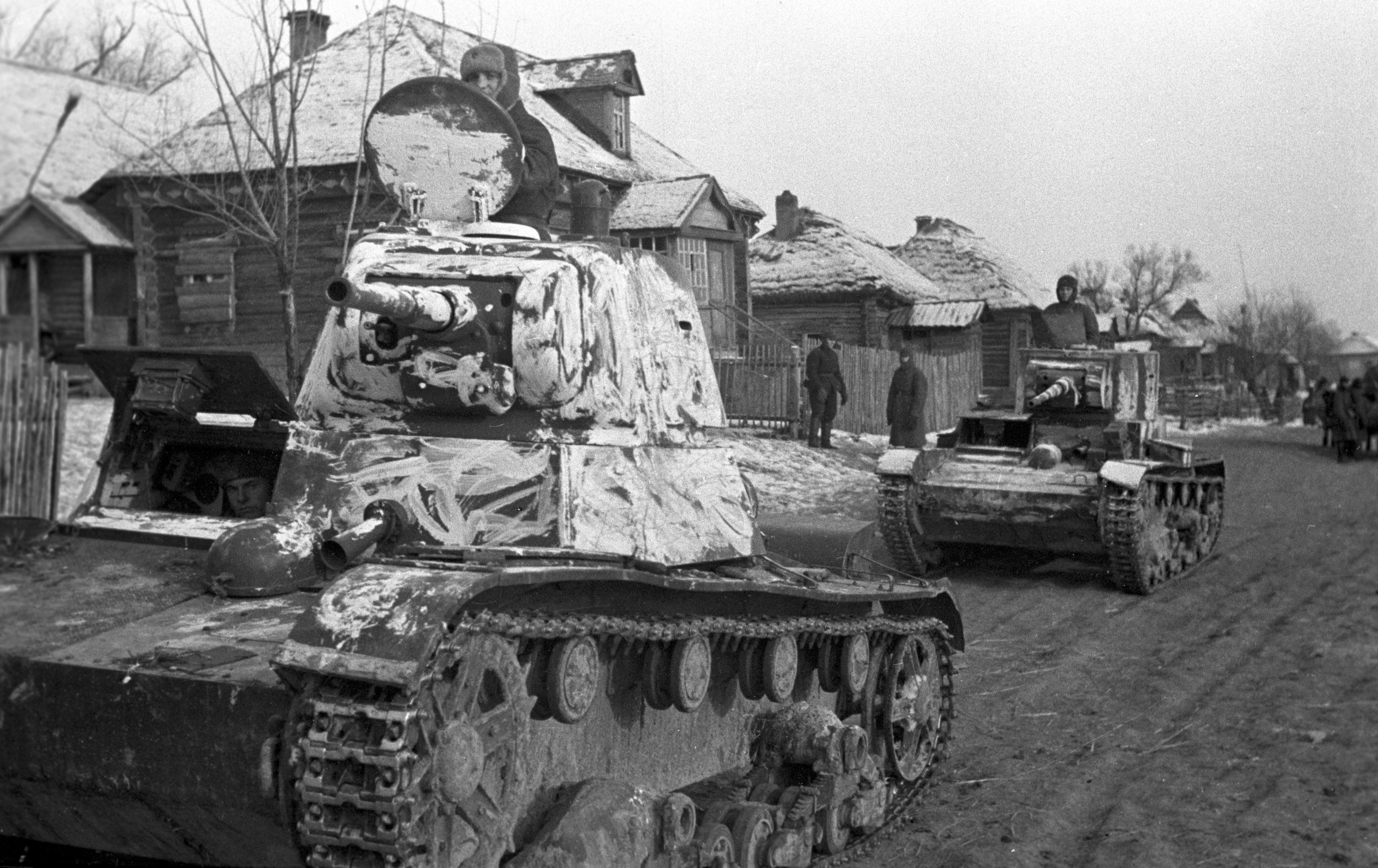
Tanques soviéticos T-26 durante la batalla de Moscú

Después de la invasión alemana de la Unión Soviética, Korotkov continuó al mando de la división. A finales de agosto, la división se trasladó de Ashjabad a la zona de Tula y, como parte del 49.º Ejército del Frente Occidental, participó en sangrientas batallas defensivas contra unas fuerzas alemanas muy superiores en número y equipamiento. En diciembre, durante la contraofensiva del invierno de 1941 en los alrededores de Moscú, la división, junto con otras unidades del ejército, avanzó hacia Kóndrovo y Maloyaroslavets, avanzando hasta 60 km hacia la retaguardia de las defensas alemanas y liberando la ciudad de Aleksin.
Desde mayo de 1942, sirvió como jefe de Estado Mayor del 49.º Ejército y desde el 10 de junio tomó el mando del 5.º Cuerpo de Fusileros de la Guardia. Sus unidades como parte del 16.º Ejército del Frente Occidental libraron batallas defensivas sostenidas en el río Zhizdra al suroeste de Sujínichi. Agotando a las tropas alemanas e infligiendo pérdidas importantes, el cuerpo pasó a la ofensiva, cruzó el río Zhizdra y capturó una cabeza de puente en la orilla occidental. Posteriormente, el mayor general Korotkov dirigió las operaciones del cuerpo para mantener la cabeza de puente hasta que llegaron el resto de unidades del ejército.
El 14 de octubre de 1942, fue asignado al mando del 53.º Ejército, que como parte del Frente Noroeste luchó contra el 16.º Ejército alemán, manteniendo la cabeza de puente de Demiansk. El 30 de enero de 1943 tomó el mando del 1.er Ejército de Choque y lo dirigió en la ofensiva de Demiansk. El 26 de febrero, el ejército atacó y, junto con el 27.º Ejército del frente, a finales del 28 de febrero alcanzó el río Lovat, eliminando la cabeza de puente de Demiansk.
Desde el 1 de abril de 1944 estuvo al mando del 22.º Ejército que, como parte del Segundo Frente Báltico, participó en las ofensivas de Leningrado-Novgorod y Riga. Las unidades del ejército cumplieron con éxito la tarea de destruir a las tropas alemanas y liberaron varias zonas del Báltico, entre ellas las localidades de Dno el 24 de febrero de 1944, Idritsa el 12 de julio, Daugavpils el 27 de julio, Rëzekne el 27 de julio y Riga el 30 de octubre. Entre octubre de 1944 y abril de 1945, bajo el mando de Korotkov, el ejército junto con otras fuerzas soviéticas bloquearon los restos del Grupo de Ejércitos Norte alemán en la Bolsa de Curlandia, donde permaneció hasta el fin de la guerra.

### Posguerra
Después del final de la guerra, Korotkov continuó al mando del ejército en el Grupo de Fuerzas del Sur (estacionado en Hungría) hasta su disolución en septiembre de 1945, luego fue puesto a disposición de la Dirección Principal de Personal. Desde noviembre estuvo al mando del 27.º Cuerpo de Fusileros de la Guardia del Grupo de Fuerzas Central (estacionado en Checoslovaquía) y en enero de 1946 fue trasladado al Distrito Militar de Kiev.
En febrero de 1947 asumió el mando del 25.º Ejército del Distrito Militar de Primorsky en Corea del Norte. En abril de 1948 fue enviado a los cursos académicos superiores de la Academia Militar de Estado Mayor de las Fuerzas Armadas de la URSS. Después de completar los cursos en mayo de 1949, fue nombrado jefe de Estado Mayor y primer subcomandante del Distrito Militar de Vorónezh. Después, en febrero de 1955, se desempeñó como asesor militar jefe adjunto y asesor principal del jefe del Estado Mayor del Ejército Popular Checoslovaco. Luego regresó a la URSS y entre julio y noviembre de 1958 estuvo sin destino a disposición del comandante en jefe de las Fuerzas Terrestres, hasta que finalmente el 5 de noviembre de 1958 se retiró del servicio activo. 
Murió el 23 de noviembre de 1982 en Vorónezh y fue enterrado en la ciudad de Aleksin (óblast de Tula).

## Promociones
- Mayor general (3 de mayo de 1942)
- Teniente general (16 de octubre de 1943).[4]

## Condecoraciones
A lo largo de su carrera militar Genadi Korotkov recibió las siguientes condecoraciones
|  | Orden de Lenin, dos veces (2 de enero de 1942 y 21 de febrero de 1945)                          |
|  | Orden de la Bandera Roja, tres veces (17 de abril de 1943, 3 de noviembre de 1944 y 1949)       |
|  | Orden de Kutúzov de 1.er grado , dos veces (30 de julio de 1944 y 29 de junio de 1945)          |
|  | Orden de Suvórov de 1.er grado (17 de octubre de 1944)                                          |
|  | Medalla Conmemorativa por el Centenario del Natalicio de Lenin «Al valor militar»               |
|  | Medalla por la Defensa de Moscú                                                                 |
|  | Medalla por la Victoria sobre Alemania en la Gran Guerra Patria 1941-1945 (6 de agosto de 1945) |
|  | Medalla Conmemorativa del 20.º Aniversario de la Victoria en la Gran Guerra Patria de 1941-1945 |
|  | Medalla Conmemorativa del 30.º Aniversario de la Victoria en la Gran Guerra Patria de 1941-1945 |
|  | Medalla de veterano de las Fuerzas Armadas de la URSS                                           |
|  | Medalla del 20.º Aniversario del Ejército Rojo de Obreros y Campesinos                          |
|  | Medalla del 30.º Aniversario de las Fuerzas Armadas de la URSS                                  |
|  | Medalla del 40.º Aniversario de las Fuerzas Armadas de la URSS                                  |
|  | Medalla del 50.º Aniversario de las Fuerzas Armadas de la URSS                                  |
|  | Medalla del 60.º Aniversario de las Fuerzas Armadas de la URSS                                  |